# Струве, Василий Яковлевич
Васи́лий Я́ковлевич Стру́ве (нем. Friedrich Georg Wilhelm Struve; 15 апреля 1793, Альтона, Германия — 11 [23] ноября 1864, Санкт-Петербург) — русско-немецкий астроном, один из основоположников звёздной астрономии в России.
Первый директор Пулковской обсерватории, член-учредитель Русского географического общества.
Ординарный академик Петербургской академии наук (1832—1861; член-корреспондент с 1822), иностранный член Лондонского королевского общества (1827). Член Американского философского общества (1853). Тайный советник (1856).

## Биография
Василий Яковлевич Струве (при рождении — Фридрих Георг Вильгельм Струве) родился 15 апреля 1793 года в семье директора гимназии Христианеум математика Якова Струве (1755—1841), происходившего из крестьян, в датском (ныне немецком) городе Альтона близ Гамбурга и провёл в этом городе свои школьные годы.
В 1808 году из-за угрозы насильственного призыва в Великую армию Наполеона он перебрался из Германии в Дерпт, где получил филологическое образование в Дерптском университете. В 1810 году написал эссе «De studiis criticis et grammaticis apud Alexandrinos», за которое был награждён золотой медалью. Затем, в течение трёх лет он изучил астрономию и, защитив в 1813 году диссертацию «De geographicae Speculae Dorpatensis positione», поступил на работу в Дерптскую университетскую астрономическую обсерваторию, одновременно преподавая в университете.
С 1819 года — директор Дерптской обсерватории и ординарный профессор университета. За двадцать лет в должности директора обсерватории он оснастил её первоклассными для того времени инструментами: рефрактором Фраунгофера и гелиометром фирмы Репсольд. Начиная с 1824 года (по 1837) он провёл микрометрические измерения 2714 двойных звёзд; в 1827 году был опубликован первый каталог.
В 1828 году принял опеку над племянником Теодором Струве, опекуном которого до этого был его младший брат профессор анатомии Дерптского университета Людвиг Струве (1795—1828).
В 1830 году Николаю I был представлен доклад В. Я. Струве о задачах новой большой астрономической обсерватории под Санкт-Петербургом. Начиная с 1833 года — наиболее активный участник сооружения Пулковской обсерватории, открытой 19 августа 1839 года. В. Я. Струве стал её первым директором.
Благодаря его усилиям Пулковская обсерватория была оборудована совершенными инструментами (в том числе, в то время самым большим в мире рефрактором с 38-сантиметровым объективом). В. Я. Струве и совместно с военным геодезистом К. И. Теннером было проведено градусное измерение дуги меридиана на огромном пространстве от побережья Ледовитого океана до дельты Дуная (см. Дуга Струве) и получены ценные материалы для определения формы и размеров Земли.
Под руководством В. Я. Струве была определена система астрономических постоянных, получившая в своё время всемирное признание и использовавшаяся в течение 50 лет. С помощью построенного по его идее пассажного инструмента Струве определил постоянную аберрации света.
В области звёздной астрономии Струве открыл реальное сгущение звёзд к центральным частям Галактики и обосновал вывод о существовании и величине межзвёздного поглощения света. Много времени уделял Струве изучению двойных звёзд. Составленные им два каталога двойных звёзд были опубликованы в 1827 и 1852 годах. Струве принадлежит одно из первых в истории (1837) успешное измерение годичного параллакса звезды (Веги в созвездии Лиры). В середине XIX века участвовал в создании Лиссабонской астрономической обсерватории.
В. Я. Струве был почётным членом многих иностранных академий и обществ.
Умер 11 (23) ноября 1864 года.

## Награды
Среди прочих наград имел:
- Три бриллиантовых перстня (1820, два в 1827)
- Орден Св. Станислава 1-й степени (1839)
- Орден Св. Анны 1-й степени с императорской короной (1850)
- Орден Св. Владимира 2-й степени (1853)
- Знак отличия беспорочной службы за XL лет (1854)
- Золотая почётная медаль Лондонского астрономического общества за опубликованный им труд о двойных звёздах (1827)[12]
- Датский орден Данеброг,  за заслуги в области астрономии (1831)[13]
- Французский орден Почётного легиона командорского креста
- Прусский орден Pour le Mérite (1847)
- Австрийский орден Железной короны 2-й степени (1851)
- Шведский орден Полярной Звезды командорского креста (1853)
- Прусский орден Красного орла (1854)
- Норвежский орден Святого Олафа Большого креста (1854)
- Португальский орден Башни и Меча (1856)

## Семья
В 1815 году в Альтоне он женился на Эмилии Валль (нем. Emilie Wall, 1796—1834), с которой имел 12 детей, четверо из которых умерли в детском и юношеском возрасте. Среди его сыновей — астроном Отто Струве (1819—1905), государственный деятель Бернгард Струве (1827-1889) и (от второй жены Иоганны Бартельс) астроном и дипломат Кирилл Струве (1835-1907).
После смерти в 1834 году первой жены женился на Иоганне Бартельс (1807—1867), дочери математика Мартина Бартельса; с ней у него было ещё шесть детей, из них четверо пережили отца.

## Память
- В 1913 году открытая русским астрономом Г. Н. Неуйминым малая планета номер 768 была названа (768) Струвеана (англ. Struveana) в честь астрономов семейной династии В. Я., О. В. и Г. О. Струве.
- В честь В. Я. Струве названа гора в Антарктиде (гора Струве, Земля Королевы Мод, 72°04′ ю.ш., 14°50′ в.д., открыта и нанесена на карту в 1961 году, название присвоено не позже 1965 года)[14].
- В честь В. Я. Струве названа гора на Шпицбергене (гора Струве, архипелаг Шпицберген, 76°50′ с.ш., 15°30′ в.д., название присвоено в 1899—1901 гг. участниками русской градусной экспедиции на Шпицберген)[14].
- В 1931 году в Екабпилсе установлен памятный камень на месте одного из пунктов Дуги Струве установлен памятный камень, в 1992 году в честь Струве назван парк.
- В 1954 году была выпущена почтовая марка СССР  (ЦФА [АО «Марка»] № 1779), посвящённая Пулковской обсерватории, с портретом В. Я. Струве и двух других известных российских астрономов. К столетию со дня смерти, в 1964 году вышла марка СССР, посвящённая В. Я. Струве  (ЦФА [АО «Марка»] № 3128). Его портрет присутствует на марках, посвящённых дуге Струве: выпущенной Литвой в 2009 году[15], выпущенных Латвией[16], Эстонией[17] и Швецией[18] в 2011 году.
- В 1964 году, в память о столетии со дня смерти Струве, Международный астрономический союз присвоил имя Василия Яковлевича Струве кратеру на видимой стороне Луны (совместно с О. Л. Струве и О. В. Струве).
- Также в память об этой дате 12 октября 1964 года в Тарту начальная часть улицы Тяхе[эст.], от улицы Тийги[эст.] до улицы Рийа, получила название улица Вильгельма Струве[эст.].
- В 1969 году в Тарту в парке Тоомемяги, установлен памятник Струве[эст.][19]. Авторы монумента — скульптор Олав Мянни[эст.]  и архитектор Удо Иваск[эст.].
- Тартуская астрофизическая обсерватория имени В. Я. Струве (ранее — Академии наук Эстонской ССР).
- Имя Василия Струве носило рефрижераторное судно Латвийского морского пароходства.
- В 2008 году Учёным советом Главной (Пулковской) астрономической обсерватории РАН была учреждена памятная медаль имени В. Я. Струве (авторы медали: скульптор Дегтярев А. В. и медальер Роменский Я. Я.)[20].
- В 2018 году Банк России выпустил в обращение памятную серебряную монету номиналом 2 рубля «Астроном, геодезист В. Я. Струве, к 225-летию со дня рождения (15.04.1793)»[21]

- Почтовая марка СССР, 1954 год: Ф. А. Бредихин, В. Я. Струве, А. А. Белопольский
- Почтовая марка СССР, 1964 год
- Памятная серебряная монета 2 рубля, Россия, 2018 год:  225-лет В. Я. Струве
- Монумент В. Я. Струве в Тарту, Эстония